# Lukas Thonhofer
Lukas Thonhofer (* 10. Mai 2005) ist ein österreichischer Fußballspieler.

## Karriere
Thonhofer begann seine Karriere beim SC Bruck/Mur. Im September 2014 wechselte er in die Jugend des Grazer AK. Zur Saison 2019/20 wechselte er in die Jugend der Kapfenberger SV. Ab der Saison 2021/22 kam er für die dritte und vierte Mannschaft Kapfenbergs, Rapid Kapfenberg bzw. Rapid Kapfenberg II, zum Einsatz. Für Rapid kam er zu 17 Einsätzen in der sechstklassigen Unterliga, für Rapid II lief er neunmal in der achtklassigen 1. Klasse auf. In der Saison 2022/23 absolvierte er 23 Spiele in der Unterliga.
Zur Saison 2023/24 rückte er in den Kader der Amateure Kapfenbergs. Für diese spielte er in der Saison 2023/24 23 Mal in der fünftklassigen Oberliga. Zur Saison 2024/25 rückte Thonhofer in den Profikader auf. Sein Debüt in der 2. Liga gab er im Oktober 2024, als er am elften Spieltag jener Saison gegen die SV Ried in der 88. Minute für Lewan Eloschwili eingewechselt wurde. Insgesamt kam er zu zwei Zweitligaeinsätzen. Nach der Saison 2024/25 verließ er den Verein.
Zur Saison 2025/26 wechselte er daraufhin zum viertklassigen TuS Bad Waltersdorf.